# Narcissus calcicola
Narcissus calcicola é uma espécie de planta com flor pertencente à família Amaryllidaceae. 
A autoridade científica da espécie é Mendonça, tendo sido publicada em Comptes Rendus des Séances et Mémoires de la Société de Biologie (Paris) 46: 1253. 1927.

## Portugal
Trata-se de uma espécie presente no território português, nomeadamente em Portugal Continental.
Em termos de naturalidade é endémica da região atrás referida.

## Protecção
Encontra-se protegida por legislação portuguesa ou da Comunidade Europeia, nomeadamente pelo Anexo II e IV da Directiva Habitats.